# バルト・ラムセラール
バルト・ラムセラール（Bart Ramselaar、1996年6月29日 - ）は、オランダ・アメルスフォールト出身のサッカー選手。オランダ代表。ライオン・シティ・セーラーズFC所属。ポジションはMF。

## 経歴
2015年にFCユトレヒトでトップチーム昇格し、3月1日、フェイエノールト戦でプロデビューを果たした。
2016年8月20日、PSVアイントホーフェンに移籍した。加入1年目は、自身初のUEFAチャンピオンズリーグ出場やリーグ戦で5得点を記録するなど、まずまずの結果を残し、オランダ代表にも初招集された。さらなる飛躍が期待された2シーズン目も安定した出場機会を手に入れ、リーグ優勝も経験した。しかし、マルク・ファン・ボメルがPSVの監督に就任した2018-19シーズンは状況が一変。メキシコ代表MFエリック・グティエレスにレギュラーを奪われ、リーグ第11節のフィテッセ戦以降トップチームでの出番はなくなり、ファン・ボメル監督の構想外となってしまった。
2019年8月24日、ユトレヒトに3年契約で復帰した。この2019-20シーズンは左サイドハーフやボランチでレギュラーの座を掴み、途中3試合を負傷で欠場こそはしたが、リーグ戦16試合5得点を記録した。
2024年2月26日、ライオン・シティ・セーラーズFCに移籍した。

## 代表歴
オランダ代表として各年代でプレーし、2016年11月9日、親善試合のベルギー代表戦でAデビューを飾った。

## タイトル

### クラブ
PSVアイントホーフェン
- エールディヴィジ : 2017-18

ライオン・シティ・セーラーズFC
- シンガポール・チャリティーシールド : 2024